# Gordon O'Connor
Pour les articles homonymes, voir O'Connor.
Gordon O'Connor (né le 18 mai 1939 à Toronto) est un homme politique et ancien brigadier général canadien. Il a été député à la Chambre des communes du Canada et ancien ministre de la Défense nationale et du Revenu national. Il a occupé le poste de whip parlementaire au sein du gouvernement conservateur de Stephen Harper. Il ne s'est pas représenté aux élections de 2015.

## Biographie
Né à Toronto, en Ontario, il détient un baccalauréat en mathématiques et en sciences de l'Université Concordia et un baccalauréat en philosophie de l'Université York. Il a servi dans les Forces armées canadiennes, commençant comme second lieutenant dans l'arme blindée et atteignant le rang de brigadier général à sa retraite. Il entre alors dans le secteur privé en tant que vice-président du développement économique pour une grande firme, et vice-président des opérations pour un centre de test de véhicules. Il a été un associé senior avec Hill & Knowlton Canada, une compagnie mondiale de relations publiques, affaires publiques et communications stratégiques, puis lobbyiste pour plusieurs compagnies dans l'industrie de la défense, tel que BAE Systems, General Dynamics et Airbus.
Il est élu aux élections générales de 2004 en tant que candidat conservateur dans la circonscription ontarienne de Carleton—Mississippi Mills avec un peu plus de 50 % des voix. Sa part des suffrages augmente à 56 % lors de l'élection de 2006 puis à 57 % lors de l'élection de 2008. O'Connor est réélu lors de l'élection de 2011 avec 56 % des voix devant ses adversaires libéraux (23 %) et néo-démocrates (14 %).
Gordon est marié et a deux enfants d'âge adulte. Il vit à Kanata, une importante banlieue d'Ottawa située dans sa circonscription.